# Rwaza (Rugerero)
Rwaza ist eine von sieben Zellen (Verwaltungseinheiten 4. Ebene) im Sektor Rugerero des Distrikts Rubavu in der Westprovinz von Ruanda. Sie liegt östlich der Stadt Gisenyi auf einer Höhe von etwa 1560 m. Nachbarzellen sind im Nordosten Gisa, im Osten Kabilizi, im Südosten Rushubi, im Süden Nengo, im Westen Amahoro und im Nordwesten Rubavu. Durch die Zelle verläuft in Nord-Süd-Richtung die Nationalstraße 2 und östlich parallel zu dieser der Fluss Sebeya.